# Saint-Agnan (Aisne)
Saint-Agnan (Sant'Aniano, in lingua italiana) è un ex comune francese di 106 abitanti situato nel dipartimento dell'Aisne della regione dell'Alta Francia. Il 1º gennaio 2019 il comune è stato accorpato con quelli di Baulne-en-Brie e La Chapelle-Monthodon per formare il nuovo comune di Vallées en Champagne.

## Società

### Evoluzione demografica
Abitanti censiti